# Sołowy Wierch
Sołowy Wierch (801 m n.p.m.) – szczyt w głównym grzbiecie wododziałowym Karpat, na północny zachód od Zwardonia. Ma kształt trójramiennego rozrogu, którego ramiona południowo-zachodnie i północno-zachodnie leżą w głównym grzbiecie Karpat, którym biegnie Wielki Europejski Dział Wodny, a ramię południowo-wschodnie poprzez Kikulę (845 m) opada do przełęczy Przysłop. Na północ opada z Sołowego Wierchu krótki grzbiecik oddzielający dolinki dwóch cieków Potoku Sołowego. W regionalizacji fizycznogeograficznej Polski według Jerzego Kondrackiego Sołowy Wierch znajduje się w Beskidzie Śląskim, w nowej regionalizacji na Międzygórzu Jabłonkowsko-Koniakowskim.
Sołowy Wierch znajduje się w granicach wsi Jaworzynka w województwie śląskim, w powiecie cieszyńskim, w gminie Istebna. Pod samym szczytem Sołowego Wierchu przebiegają niebieskie znaki szlaku turystycznego ze Zwardonia na Baranią Górę.
 odcinek: Zwardoń – Sołowy Wierch – Rupienka – Koczy Zamek